# Aïn Romana
Aïn Romana (en arabe : عين الرمانة; en tamazight de l'Atlas blidéen: ⵄⵉⵏ ⵕⵓⵎⵎⴰⵏⴰ ) est une commune de la wilaya de Blida en Algérie.

## Géographie

### Localisation
La commune d'Aïn Romana est située au sud-ouest de la wilaya de Blida, à environ 15 km à l'ouest de Blida et à environ 58 km au sud-ouest d'Alger, et à environ 28 km à l'ouest de Médéa. 
| El Affroun                      | Mouzaïa                      | Chiffa                       |
| El Affroun                      | Aïn Romana                   | Chiffa                       |
| Boumedfaa (Wilaya de Aïn Defla) | Tamesguida (Wilaya de Médéa) | Tamesguida (Wilaya de Médéa) |

### Relief et hydrologie
La commune d'Aïn Romana est située dans la zone montagneuse du Chenoua-Zaccar de la région du Dahra.
Ain romana est montagneuse et située dans le secteur ouest de parc national de Chréa sur le djebel de Mouzaia qui est le 2e plus haut point de l'Atlas blidéen à 1603 m d'altitude.

### Localités de la commune
Lors du découpage administratif de 1984, la commune d'Aïn Romana est constituée à partir des localités suivantes :
- Aïn Romana
- Tsouri Ben Tsouri
- Bordj Emir Abdelkader
- N'Haoua
- Rayhane
- Yasmath
- Tala Ouelma
- Sidi Ykhlef
- Beni Ikhlef Ouled Si Amar
- Ouled Hassine
- Kessaïmia
- Chaabnia
- Chemamaa
- El Hachem (Sidi Amour)
- Ouled Ayache
- Ouled Ramdane
- Cherouga

## Évolution démographique
| 1987 | 1998  | 2008   | 2014   |
| ---- | ----- | ------ | ------ |
| -    | 9 667 | 12 529 | 14 699 |